# یاسمین اسمیت
یاسمین اسمیت (انگلیسی: Yasemin Smit؛ زادهٔ ۲۱ نوامبر ۱۹۸۴) بازیکن واترپلو اهل هلند است.
وی در مسابقات کشوری و بین‌المللی در مجموع برندهٔ ۱ مدال طلا، ۳ مدال نقره، ۲ مدال برنز شده‌است.